# 연근전

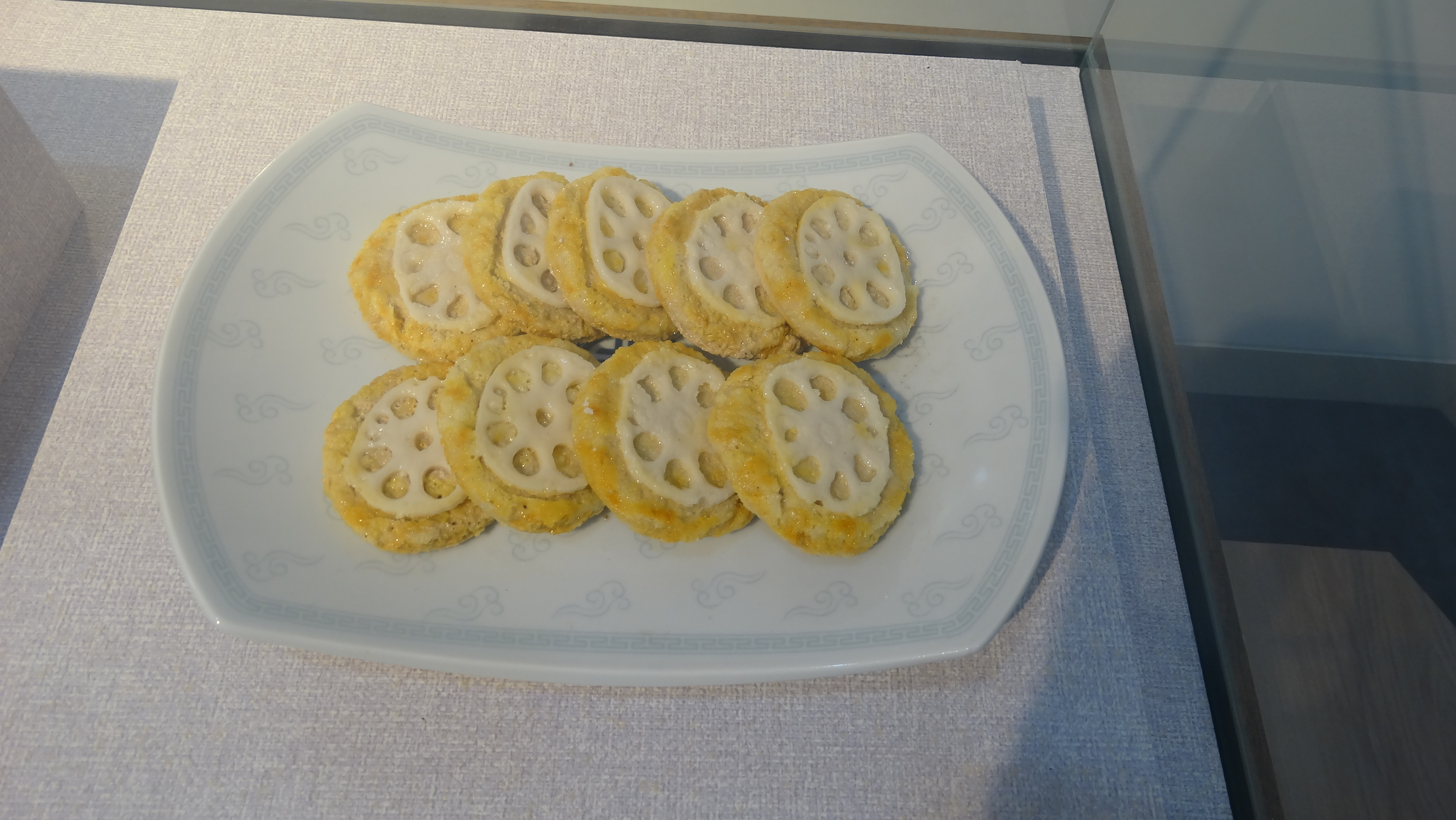
연근전의 모습 1.

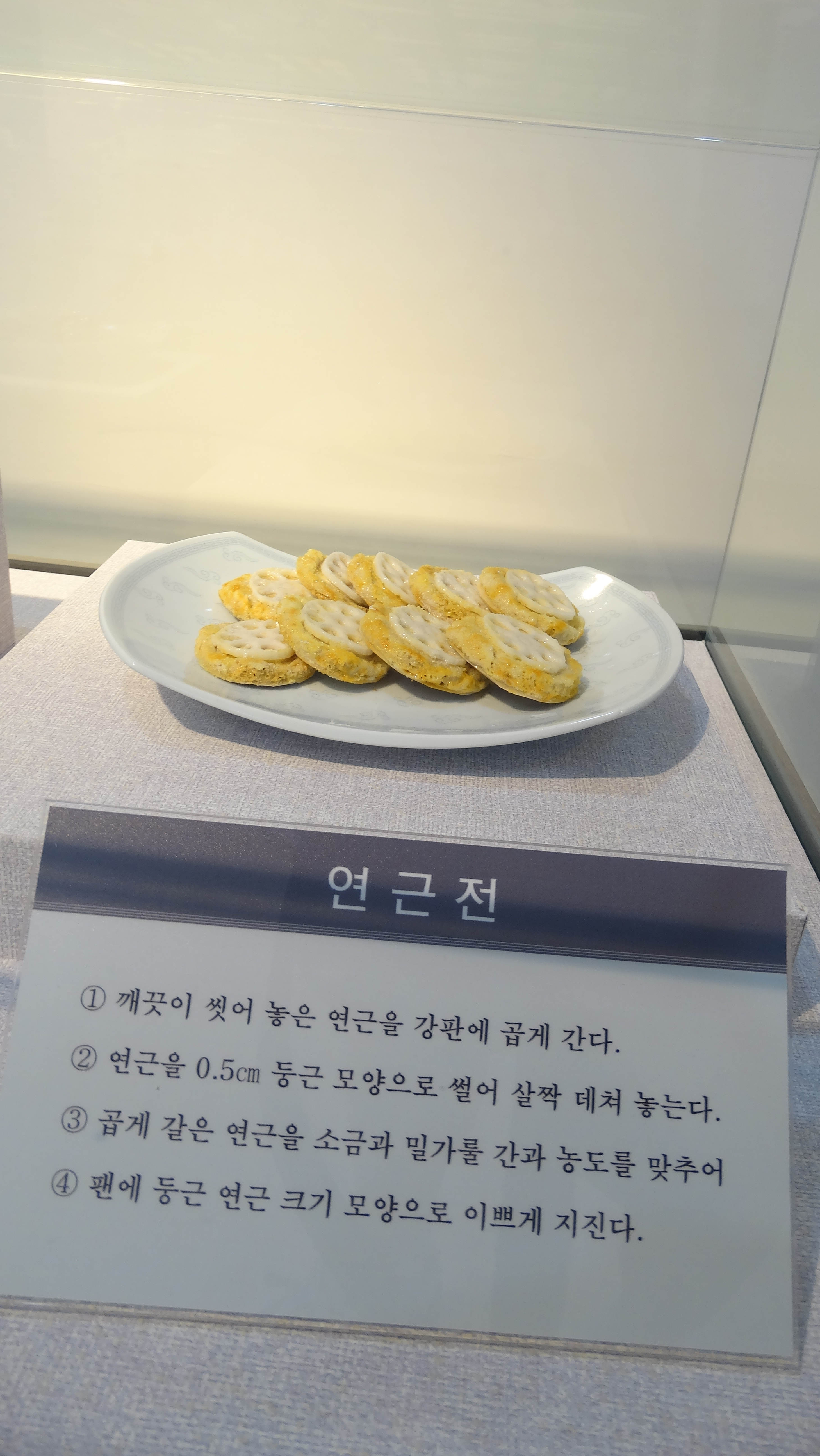
연근전의 모습 2.

연근전은 연근에 밀가루와 밀가루집을 묻히고 기름에 지진 전이다. 한국 전통혼례 음식이기도 하다. 또한 경상북도에서는 연근전을 연뿌리전이라고도 부른다.

## 요리법
연근을 지름이 가는 3~5cm를 골라 깨끗이 씻은 뒤 껍질을 벗겨내어 0.7cm 정도로 둥근 모양으로 썰어 식초물에 담가 둔다. 소금을 넣은 물에 연근을 넣고 삶아 건진 뒤 밀가루를 묻히고 밀가루집(물, 간장, 참기름)에 담근 다음 기름을 두른 프라이팬에 노릇하게 지진다.

## 양념장
간장, 물, 식초, 잣가루 등을 혼합하여 초장을 만든 뒤 연근전과 함께 곁들여 먹는다.

## 같이 보기
- 연근
- 한국 요리
- 빈대떡